# Odmev lovskih rogov
Odmev lovskih rogov je prvi studijski album Zasavskih rogistov, trobilske zasedbe iz Litije, ki je izšel leta 1991 na glasbeni kaseti.

## Naslov in vsebina
Album nosi naslov po več skladbah s podobnim imenom in značilnem učinku igranja tovrstne glasbene skupine (A14, A17 in B5).
Je tudi prvi pri nas posnet album z glasbo lovskih rogov.
Glasba je zaradi preproste zgradbe lovskih rogov harmonsko precej enolična, a vedrega značaja.
Posebnost pa je osemstavčna „Lovska maša“ avstrijskega skladatelja Antona Swozileka (posnetek B9).

## Seznam posnetkov
| A stran | A stran                     | A stran      | A stran |
| Št.     | Naslov                      | Glasba       | Dolžina |
| ------- | --------------------------- | ------------ | ------- |
| 1.      | „Pozdrav‟                   |              | 0:58    |
| 2.      | „Lovska koračnica‟          |              | 0:35    |
| 3.      | „Zvonijo rogovi‟            |              | 0:35    |
| 4.      | „Na lov‟                    | R. Gobec     | 0:27    |
| 5.      | „Lovčeva pesem‟             | R. Gobec     | 0:37    |
| 6.      | „Prišli so štirje jagri‟    | R. Gobec     | 0:28    |
| 7.      | „V gozdu‟                   | R. Gobec     | 0:36    |
| 8.      | „Zeleni gozd je lovčev raj‟ | R. Gobec     | 0:41    |
| 9.      | „Mi smo lovci‟              | R. Gobec     | 0:42    |
| 10.     | „Pozdrav rogistov‟          | J. Grlec     | 1:05    |
| 11.     | „Veseli rogisti‟            | J. Grlec     | 1:07    |
| 12.     | „Lovska parada‟             | J. Grlec     | 0:49    |
| 13.     | „Bled '90‟                  | J. Grlec     | 1:18    |
| 14.     | „Odmev s Triglava‟          | L. Leško     | 1:40    |
| 15.     | „Lovska koračnica‟          | L. Leško     | 0:54    |
| 16.     | „Klic na lov‟               | L. Leško     | 0:29    |
| 17.     | „Odmev‟                     | L. Leško     | 0:51    |
| 18.     | „Bistra '81‟                | D. Namestnik | 1:18    |

| B stran         | B stran                           | B stran         | B stran |
| Št.             | Naslov                            | Glasba          | Dolžina |
| --------------- | --------------------------------- | --------------- | ------- |
| 1.              | „Pozdrav Litiji‟                  | A. Swozilek     | 0:40    |
| 2.              | „Dolgo nam živi‟                  | A. Swozilek     | 0:47    |
| 3.              | „F. A. O. fanfare‟                | A. Swozilek     | 0:29    |
| 4.              | „Veselo na lov‟ (koroška narodna) |                 | 1:33    |
| 5.              | „Odmev‟                           | A. Swozilek     | 1:02    |
| 6.              | „Zadnja vejica‟                   | A. Swozilek     | 1:06    |
| 7.              | „Pozdrav lovini‟                  | D. Namestnik    | 0:48    |
| 8.              | „Nasvidenje‟                      | J. P. Galetti   | 1:08    |
| 91.             | „LOVSKA MAŠA: Prihod‟             | A. Swozilek     | 7:56    |
| 92.             | „LOVSKA MAŠA: Slava‟              |                 |         |
| 93.             | „LOVSKA MAŠA: Evangelij‟          |                 |         |
| 94.             | „LOVSKA MAŠA: Darovanje‟          |                 |         |
| 95.             | „LOVSKA MAŠA: Sanctus‟            |                 |         |
| 96.             | „LOVSKA MAŠA: Povzdigovanje‟      |                 |         |
| 97.             | „LOVSKA MAŠA: Obhajilo‟           |                 |         |
| 98.             | „LOVSKA MAŠA: Sklep‟              |                 |         |
| Skupna dolžina: | Skupna dolžina:                   | Skupna dolžina: | 33:07   |

## Sodelujoči

### Zasavski rogisti
- Matej Bovhan
- Nace Snoj
- Sandi Mercina
- Teo Forte
- Vasja Namestnik
- Milojka Namestnik
- Franci Kralj
- Andrej Hostnik
- Miran Škulj
- Franc Gornik
- Dane Namestnik

### Produkcija
- Marinka Strehar – producent
- Branko Škrajnar – tonski mojster
- Zofka Hauptman – fotografija
- Dane Namestnik – oblikovanje
- Papirna galanterija A. Jovanovič Litija – tisk